# أماليا لينديغرين
أماليا إفروسين لينديغرين (بالسويدية: Amalia Lindegren)‏ (22 مايو 1814 – 27 ديسمبر 1891) كانت فنانة ورسامة سويدية. كانت عضوا في الأكاديمية الملكية السويدية للفنون (1856).

## السيرة الشخصية

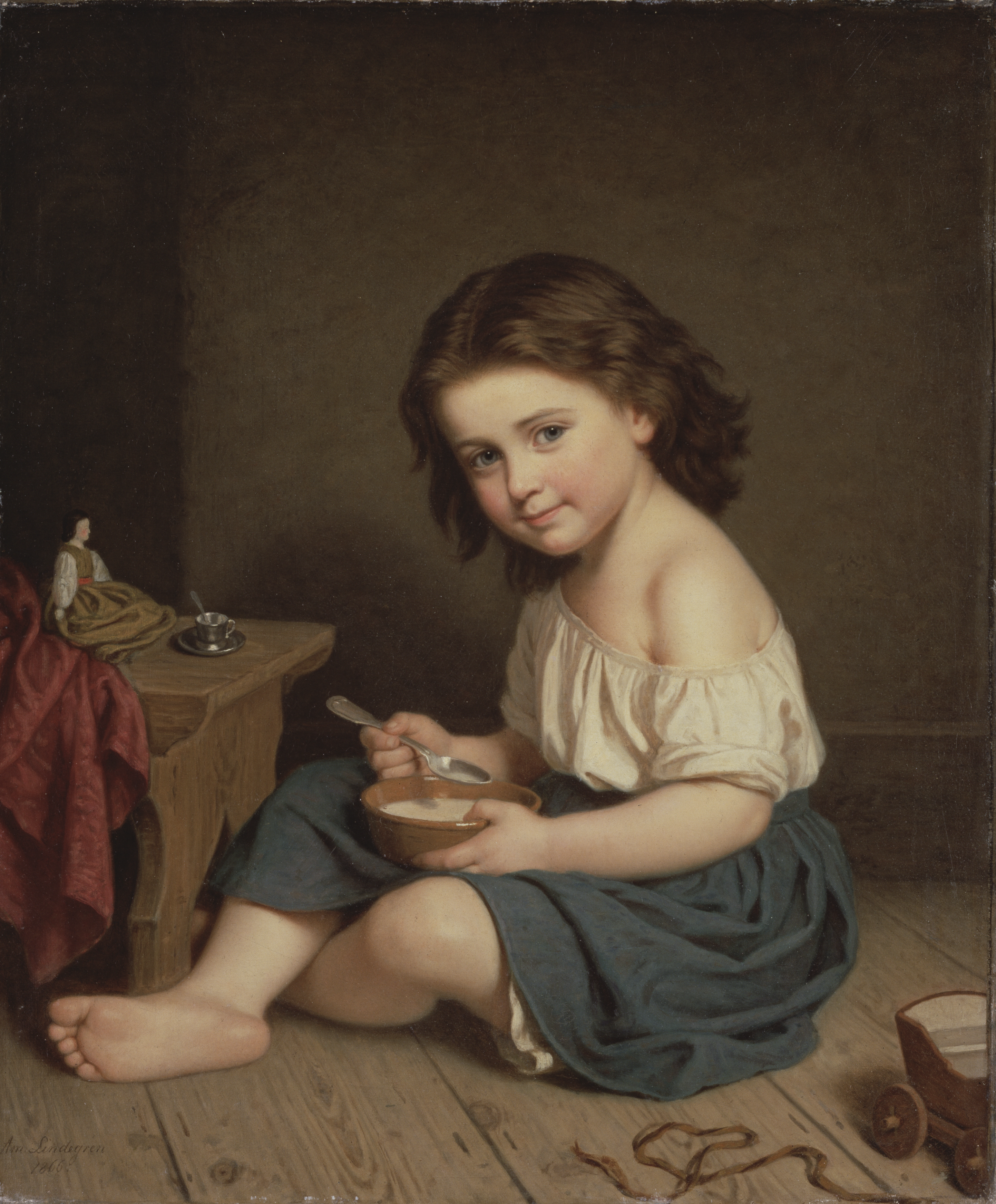
فطور (رسم بقلم أماليا إفروسين لينديغرين)

وُلدت أماليا لينديغرين في ستوكهولم لأنا كاثرينا ليندجرين (المتوفاة عام 1817)، والتي كانت متزوجة من أندرس ليندجرين. بعد وفاة والدتها، تم تبنيها من قبل أرملة النبيل بنيامين ساندلز، والدها البيولوجي المزعوم. كان وضعها كطفل مهينًا إلى حد ما، كشكل من أشكال الأعمال الخيرية والإحسان التذي يؤديه أعضاء الطبقات العليا. ففي أعمالها اللاحقة، يُعتقد أن رسوماتها الخاصة بالفتيات الصغيرات الحزينات كانت مستوحاة من طفولتها.
أظهرت مواهبها بوقت مبكرة، حيث كانت ترسم وتبيع الرسومات بأسلوب ماريا روهل: بدأت في الطلاء بالزيت في عام 1839، وأصبحت طالبة لدى صوفيا أدلسبار في عام 1842، وأقامت معرضها الأول في العام التالي.
في عام 1846، لوحِظت رسوماتها من قبل الفنان ومدرس الفنون كارل غوستاف كفارنستروم (1810-1867)، الذي أعجب بها، ومن خلال علاقاته جعلها واحدة من أربع نساء قبلت كطالبة في الأكاديمية الملكية السويدية للفنون في عام 1849،  الثلاثة الآخريات هن ليا أهلبورن وأجنيس بورجيسون وجانيت مولر. في ذلك الوقت، كان يمكن للمرأة أن تدرس فقط في الأكاديمية عن طريق الاستماع، كطالبات لم يتم قبولهن رسميًا للدراسة في نفس الإسس التي كانت تقدم للطلاب الذكور في الأكاديمية قبل عام 1864. في عام 1850، أصبحت أول طالبة تحصل على منحة أكاديمية لدراسة الفن في باريس.  في باريس، كانت طالبة ليون كوجنيت ثم آنجي تيزير. في عام 1854، درست في ألت بيناكوثيك في ميونيخ، في 1854-55 في روما، وشاركت في المعرض العالمي لباريس في عام 1856 قبل أن تعود إلى السويد في عام 1856.  زارت باريس مرة أخرى في عام 1859.
اختلطت أماليا لينديغرين بشخصيات ثقافية مشهورة مثل فريدريكا بريمر وأولوف إينيروث ووينديلا هيب وصوفي أدلسبار، لكنها وصفت بأنها انطوائية صامتة ومتواضعة. لم تتزوج أبدًاـ ولم يكن لها أي عشاق. لم تحدث كثيرًا في المناسبات الاجتماعية: «عاشت حياة كأنها متقاعدة بدون أن تثير ضجة حول نفسها، عملت بجد ونادراً ما كانت راضية عما أنتجته». 
توفيت في ستوكهولم.

### الفنانة
ارتبطت أماليا لينديغرين بمدرسة دوسلدورف للرسم. حيث قامت برسم صور مستوحاة من أدولف تيدماند وهانس جود وبير نوردنبرغ والطراز الألماني المعاصر.
كانت اللوحة التي أرسلتها إلى المنزل من دراستها في باريس مشهدًا لشرب الخمر، والتي كانت بحسب الأكاديمية: «عملاً مفاجئًا لفتاة [. . . ] فمشهد الشرب هذا لا يحمل أي آثار لرسم امرأة عانس.» 
في عام 1857، قامت برحلة دراسية إلى دالارنا، حيث كان لوحاتها هنالك أسلوب عاطفي مع أشكال الحياة اليومية للفلاحين في دالارنا، وغالبًا تشكلت أعمالها هنالك من الفتيات الصغيرات الحزينات (يعتقد أن ذلك مستوحى من طفولتها). جعلتها لوحاتها تلك «الرسامة السويدية الأكثر شعبية في وقتها». 
ولعل أكثر لوحاتها شهرة، Lillans sista bädd («الراحة الأبدية للصغيرة»)، والتي عُرضت في باريس في عام 1867، وفي فيلادلفيا في عام 1876، وفي شيكاغو في عام 1893.
كرسامة صورة، تم التوصية بها لموهبتها في التفاصيل، وكانت تعتبر، جنبا إلى جنب مع الفنان أونو ترويلي، واحدة من اثنين من رسامين الصور الأكثر عصرية. وقد رسمت مرة الملكة، لويز من هولندا ‏. 

### التقدير
أصبحت أماليا لينديغرين عضوة في الأكاديمية الملكية السويدية للفنون في عام 1856. وكانت عضوًا فخريًا في جمعية الفنانات البريطانيات في لندن، ومنحت جائزة ليتريز إيت أرتيبس.

## صالة عرض

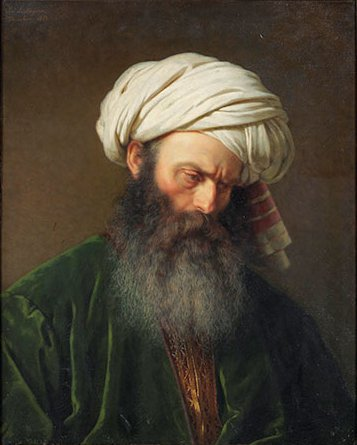
دراسة رجل يرتدي الزي التركي ، ١٨٥٤
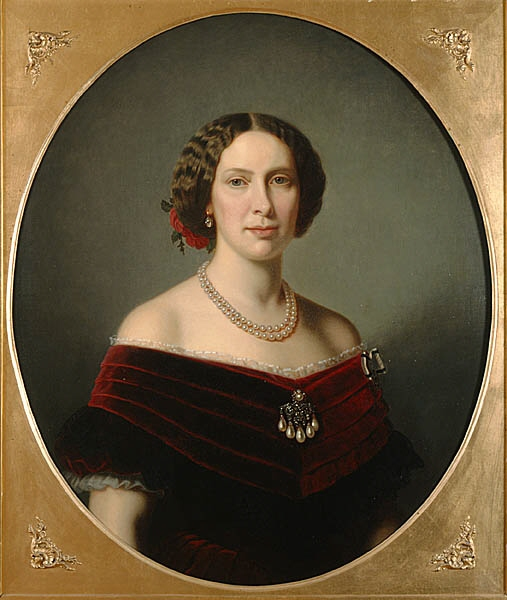
لوفيسا (فيلهلمينا فريدريكا ألكسندرا أنا لوفيسا)  [لغات أخرى]‏ ، 1828-1871 ، 1859
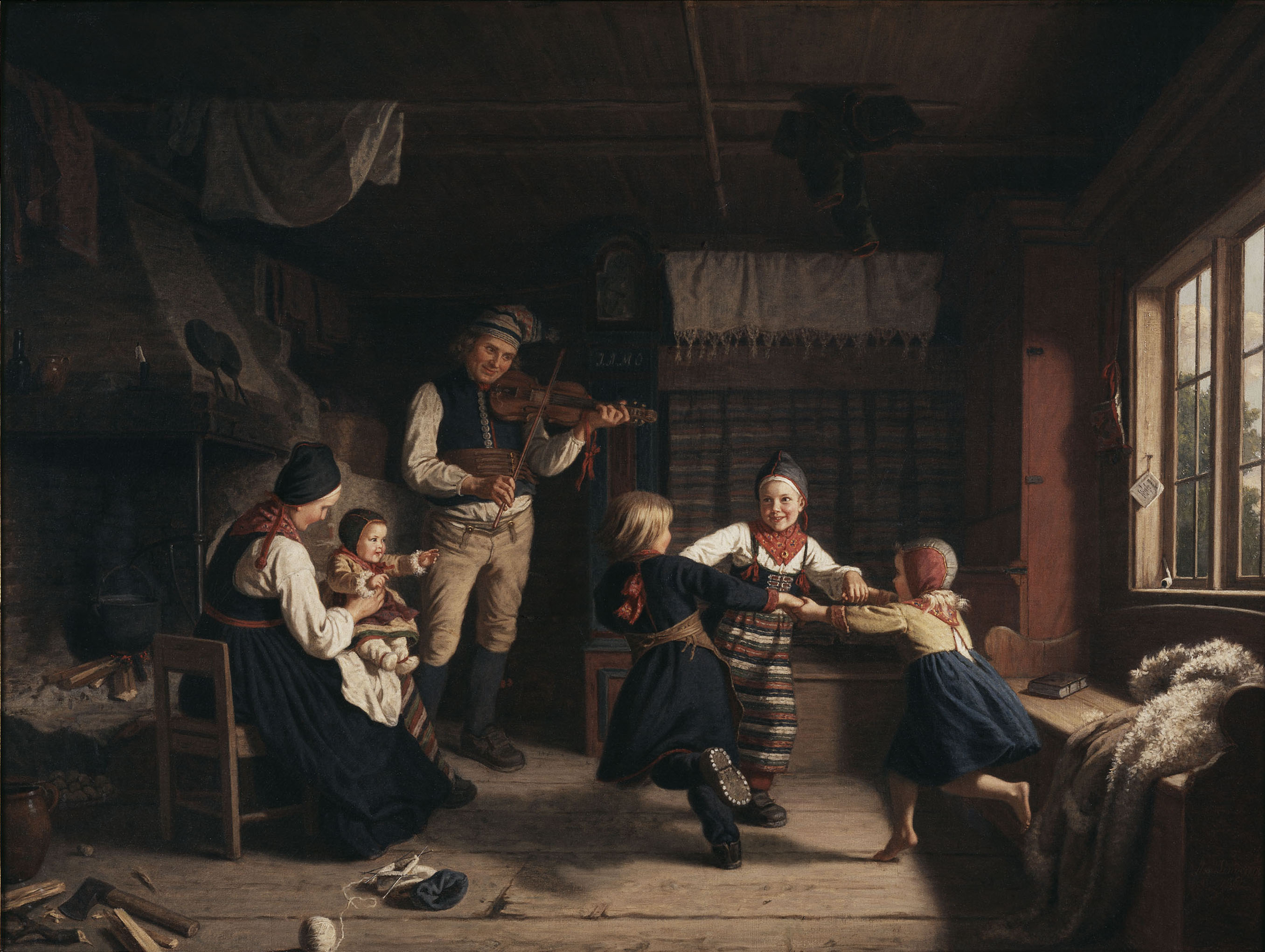
Söndagsafton i en dalastuga, 1860
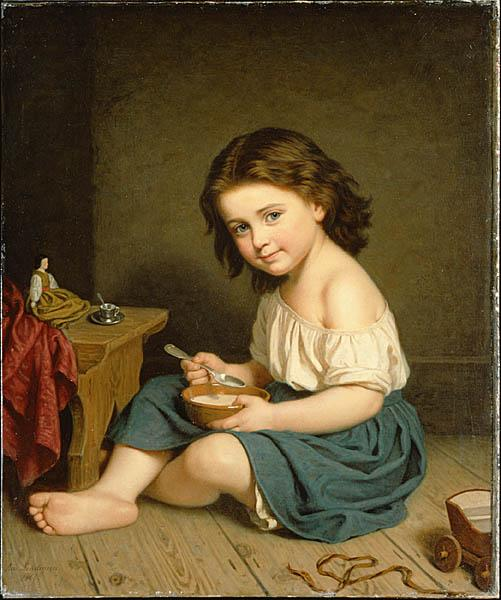
Frukosten, 1866
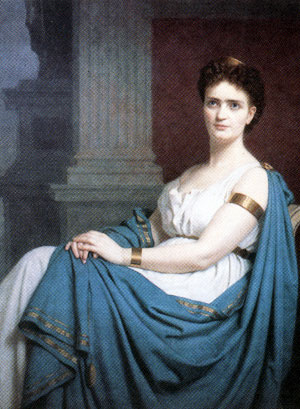
سيينا هيبه  [لغات أخرى]‏ ، حوالي عام 1890
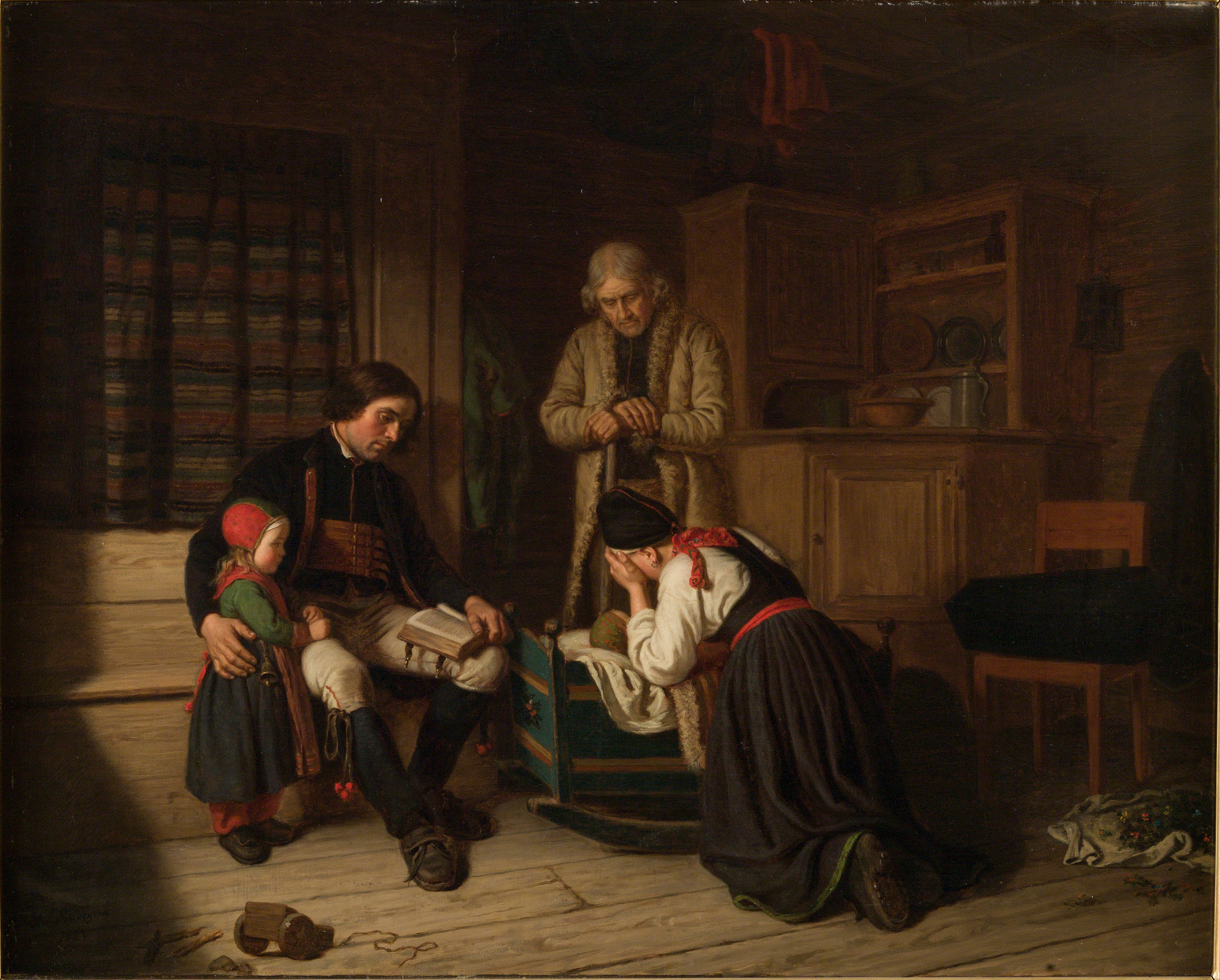
'الراحة الأبدية للصغيرة '